# Helene-Lange-Schule (Hannover)

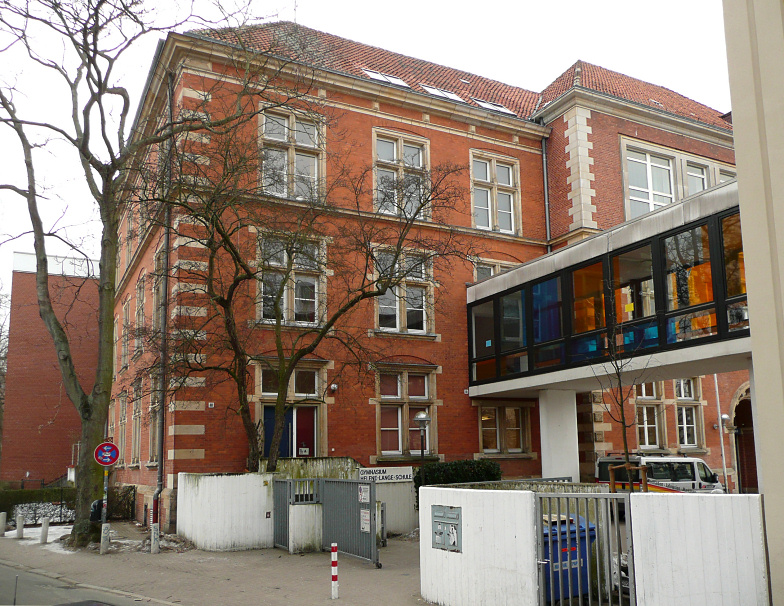
Eingang der Helene-Lange-Schule

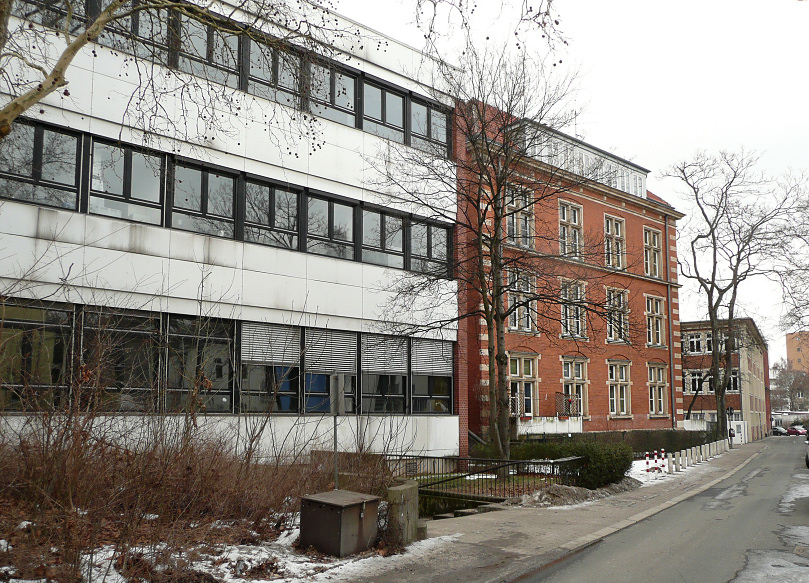
Alt- und Neubau der Schulgebäude an der Hohen Straße

Die Helene-Lange-Schule ist ein neusprachlich-naturwissenschaftliches Gymnasium in Hannover. Die Schule befindet sich im Stadtteil Linden-Mitte.

## Geschichte
Die Schule wurde 1884 zunächst als Jungengymnasium von der damaligen Stadt Linden gegründet, weil die Stadt Hannover ihre höheren Schulen für Lindener schloss. 1890 wurde sie nach der Ehefrau Kaiser Wilhelms II., Auguste Viktoria, in Kaiserin-Auguste-Victoria-Gymnasium benannt. Schnell bekam die Schule Zulauf aus dem gesamten Umland. Am 1. April 1939 wurde die Schule von einer Jungenschule zum Mädchengymnasium umgewandelt. Auf Betreiben der britischen Militärregierung sollte der Name nach dem Zweiten Weltkrieg geändert werden, da ihr der bisherige Name belastet erschien. Nach einigen Kontroversen innerhalb der Lehrerschaft stellte die Schule schließlich den Antrag, zukünftig nach Helene Lange benannt zu werden. Dies geschah am 9. April 1948, dem 100. Geburtstag der Frauenrechtlerin und Demokratin. Bis zur Einführung der Koedukation 1971 blieb sie reine Mädchenschule.

## Besonderheiten
Die Schule kooperiert mit der Leibniz-Universität Hannover, der Musikschule Hannover, der Jugendberufsagentur und der Gedenkstätte Ahlem. Sie bietet ab Klasse 8 einen Schwerpunkt in den MINT-Fächern, der gewählt werden kann. In den Klassen 5 bis 7 wird in Kooperation mit der Musikschule Hannover eine Bläserklasse angeboten. Die Schule führt u. a. Instrumental-, Tischtennis- und Mathematikwettbewerbe durch und veranstaltet im Bereich Sport Ballwettspiele, Bundesjugendspiele und Schwimmwettkämpfe. Jährlich finden internationale Austauschprogramme mit Schulen in den USA, Wales und Frankreich statt. In der Regel alle zwei Jahre wird eine Fahrt nach Tansania angeboten. Der Ruderverein (RV HLS e. V.) der Schule gehört zu den vier bedeutendsten Schülerrudervereinen in der Stadt Hannover.
Die Schule ist offizielle Partnerschule des Fußballvereins Hannover 96 und des Eishockeyvereins EC Hannover Indians.
An der Schule werden neben Tischtennis-, Veranstaltungstechnik- und Chor- noch viele weitere AGs angeboten.
Die Helene-Lange-Schule trägt seit 2017 das Qualitätssiegel „MINT-freundliche Schule“  und wurde 2020 und 2023 dafür erneut zertifiziert.

## Persönlichkeiten

### Schüler
- Heinrich Hartmann (1875–1931), deutscher Landwirt und Politiker, machte 1894 hier sein Abitur
- Rudolf Hillebrecht (1910–1999), Stadtbaurat von Hannover, machte 1928 hier sein Abitur
- Rudolf Augstein (1923–2002), deutscher Journalist, Verleger, Publizist und der Gründer des Nachrichtenmagazins Der Spiegel[6]
- Uri Avnery (1923–2018), israelischer Journalist, Schriftsteller und Friedensaktivist[6]
- Lieselotte Hanna Eva Biermann, bekannt als Pieke Biermann (* 1950), Schriftstellerin, ehemalige Aktivistin der deutschen Hurenbewegung
- Gunna Wendt (* 1953), Schriftstellerin
- Utz Claassen (* 1963), Manager
- Rudolf Krause (* 1964), Schauspieler, Grimme-Preis-Träger

### Lehrer
- Albert Herrmann (1886–1945), Geografiehistoriker
- Karl Reinecke-Altenau (1885–1943), Zeichenlehrer 1911–1932[7]